# Edosa liomorpha
Edosa liomorpha är en fjärilsart som beskrevs av Edward Meyrick 1894. Edosa liomorpha ingår i släktet Edosa och familjen äkta malar. Inga underarter finns listade i Catalogue of Life.